# Ilha Comprida
Ilha Comprida é um município brasileiro do estado de São Paulo. É uma cidade litorânea localizada a uma latitude 24º44'28" sul e a uma longitude 47º32'24" oeste, estando a uma altitude a nível do mar. Situa-se na Mesorregião do Litoral Sul Paulista e na Microrregião de Registro no Vale do Ribeira, ficando a uma distância 209 km da capital estadual. Seu território comprido e estreito possui uma área 192,09 km², e sua população aferida pelo IBGE no Censo 2020 era de 11 362 habitantes, resultando em uma densidade demográfica de 47 hab/km². Na estimativa do IBGE para 2018, a população calculada era de 10 965 habitantes, resultando em uma densidade demográfica estimada de 52,59 hab/km².
Devido à sua importância e por estar totalmente localizada em área de proteção ambiental, foi declarada Reserva da Biosfera do Planeta pela UNESCO. Preserva as últimas dunas do estado.

## Estância balneária
Ilha Comprida é um dos 15 municípios paulistas considerados estâncias balneárias pelo estado de São Paulo, por cumprirem determinados pré-requisitos definidos por Lei estadual. Tal status garante a esses municípios uma verba maior por parte do Estado para a promoção do turismo regional. Também, o município adquire o direito de agregar junto a seu nome o título de Estância Balneária, expressão pela qual passa a ser designado tanto pelo expediente municipal oficial quanto pelas referências estaduais.

## História

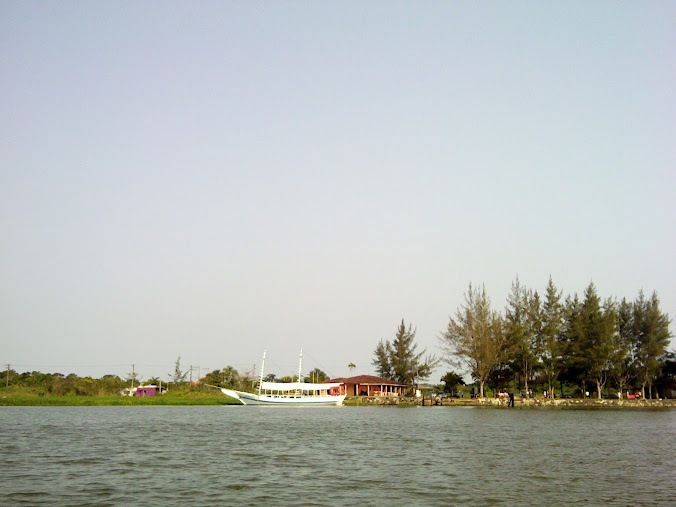
Vista de Ilha Comprida a partir do Mar Pequeno

A história de Ilha Comprida confunde-se com  as origens dos povoados de Iguape e Cananéia que, ainda no período Pré-Colonial do Brasil, foram ocupadas por degredados europeus aliados aos povos indígenas da região.
No final do século XVIII, a ilha recebe os primeiros sinais de ocupação europeia, com a fundação da Vila de Nossa Senhora da Conceição da Marinha, no lado oposto da barra do Rio Sabaúna. No início do século XX começa a se desenvolver a vila de Pedrinhas, tradicional povoado de pescadores.
Em 1938 o território de Ilha Comprida, estimado em 74 km de comprimento, foi dividido entre as cidades de Iguape e Cananéia, ficando cada uma delas com 70 e 30 por cento do território, respectivamente.
A partir da década de 1950 o território passa a ser ocupado de maneira mais efetiva. A travessia para as cidades vizinhas era feita por meio de balsas localizadas à altura dos bairros do Boqueirão Sul—na passagem para Cananéia—e no Boqueirão Norte—para chegar a Iguape.
Em meados da década de 1980 começou um movimento pela emancipação política de Ilha Comprida. Em plebiscito realizado em 27 de outubro de 1991, a população local decidiu pela criação do novo município. Em 5 de março de 1992, data que marca a fundação da cidade, Ilha Comprida tornava-se independente.
No ano de 2000 o acesso a Ilha Comprida foi melhorado após a inauguração de Ponte Prefeito Laércio Ribeiro, que faz a ligação com o
município de Iguape. No decorrer da última década, a cidade assistiu a um crescente aumento no número de turistas, ao mesmo tempo em que
busca promover o desenvolvimento econômico através da conservação do seu patrimônio ambiental e cultural.

## Demografia

### População
| Crescimento populacional                             | Crescimento populacional | Crescimento populacional | Crescimento populacional |
| Ano                                                  | População Total          |                          | %±                       |
| ---------------------------------------------------- | ------------------------ | ------------------------ | ------------------------ |
| 2000                                                 | 6 704                    |                          | —                        |
| 2010                                                 | 9 025                    |                          | 34,6%                    |
| 2022                                                 | 13 419                   |                          | 48,7%                    |
| Est. 2024                                            | 13 955                   | [ 10 ]                   | 4,0%                     |
| Fontes: Censos Demográficos IBGE e Estimativas SEADE |                          |                          |                          |

### Dados demográficos
Dados do IBGE - 2000
População total: 6.704
- Urbana: 6.704
- Rural: 0
- Homens: 3.400
- Mulheres: 3.304

Densidade demográfica (hab./km²): 35,56
Mortalidade infantil até 1 ano (por mil): 14,09
Expectativa de vida (anos): 72,19
Taxa de fecundidade (filhos por mulher): 2,50
Taxa de alfabetização: 93,92%
Índice de Desenvolvimento Humano (IDH-M): 0,803
- IDH-M Renda: 0,736
- IDH-M Longevidade: 0,787
- IDH-M Educação: 0,886

(Fonte: IPEADATA)

## Geografia

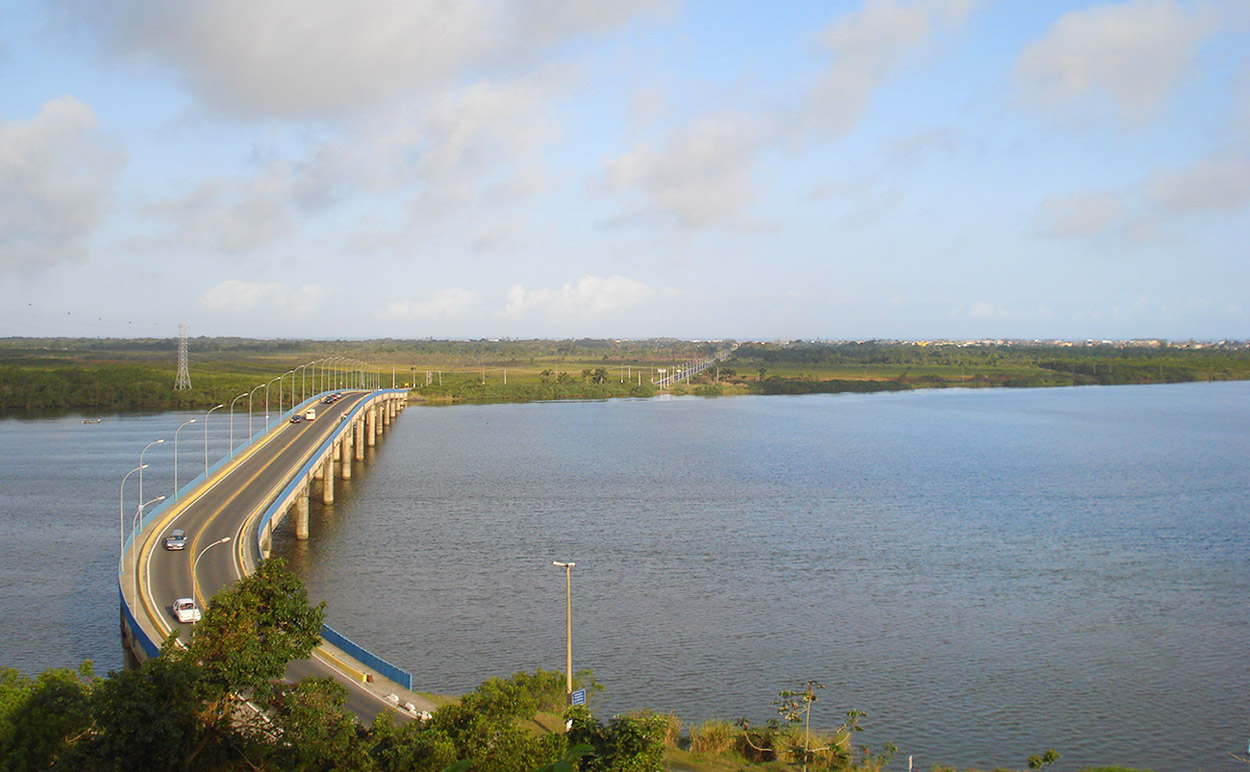
Ponte sobre o Mar Pequeno, acesso a Ilha Comprida, antes feito por balsa.

Possui uma área de 192,09 km². e seu nome se deve à sua característica peculiar de seu território ter uma extensão muito maior que a largura (74 km de extensão e, no máximo, 4 km de largura em alguns pontos.
Com 74 quilômetros de praias, áreas de mangues, sítios arqueológicos, matas, dunas e espécies raras de aves, a Ilha Comprida é uma das últimas áreas remanescentes da Mata Atlântica e um dos últimos ecossistemas não poluídos do litoral brasileiro. Faz parte do Complexo Estuário Lagunar de Iguape - Paranaguá, que constitui um dos maiores viveiros de peixe e crustáceos do Atlântico Sul. Por possuir importância ambiental, a Organização das Nações Unidas para Educação, Ciência e Cultura (UNESCO), a incluiu como Reserva da Biosfera do Planeta. O município que tem 100% de seu território - 252 quilômetros quadrados -, incluído em Área de Proteção Ambiental, desenvolve ações estruturais para se transformar em Cidade Modelo do Turismo Sustentável.
As dunas de Ilha Comprida se espalham ao longo da orla nas proximidades do Mar Pequeno. As dunas do Araçá, que ficam 7,5 quilômetros do lado esquerdo do Boqueirão atingem até dez metros de altura. Também são encontradas no caminho do Boqueirão Sul em grandes extensões. Algumas delas terminam nas lagoas.

### Área de proteção ambiental
Antes mesmo do município ter sido criado em 1991, a Área de Proteção Ambiental da Ilha Comprida já existia. Ela foi criada pelo decreto estadual 26.881 em 11 de março de 1987. Em 30 de novembro de 1989, o decreto 30.817, a APA foi definida como ARIE (Área de Relevante Interesse Ecológico).

### Clima
| Dados climatológicos para Ilha Comprida | Dados climatológicos para Ilha Comprida | Dados climatológicos para Ilha Comprida | Dados climatológicos para Ilha Comprida | Dados climatológicos para Ilha Comprida | Dados climatológicos para Ilha Comprida | Dados climatológicos para Ilha Comprida | Dados climatológicos para Ilha Comprida | Dados climatológicos para Ilha Comprida | Dados climatológicos para Ilha Comprida | Dados climatológicos para Ilha Comprida | Dados climatológicos para Ilha Comprida | Dados climatológicos para Ilha Comprida | Dados climatológicos para Ilha Comprida |
| Mês                                     | Jan                                     | Fev                                     | Mar                                     | Abr                                     | Mai                                     | Jun                                     | Jul                                     | Ago                                     | Set                                     | Out                                     | Nov                                     | Dez                                     | Ano                                     |
| --------------------------------------- | --------------------------------------- | --------------------------------------- | --------------------------------------- | --------------------------------------- | --------------------------------------- | --------------------------------------- | --------------------------------------- | --------------------------------------- | --------------------------------------- | --------------------------------------- | --------------------------------------- | --------------------------------------- | --------------------------------------- |
| Temperatura máxima média (°C)           | 29,8                                    | 29,7                                    | 29                                      | 26,8                                    | 24,4                                    | 23,1                                    | 22,3                                    | 23                                      | 23,3                                    | 24,8                                    | 26,3                                    | 28,5                                    | 25,9                                    |
| Temperatura média (°C)                  | 25,3                                    | 25,4                                    | 24,5                                    | 22,4                                    | 20                                      | 18,5                                    | 17,5                                    | 18,5                                    | 19,4                                    | 20,8                                    | 22                                      | 24                                      | 21,5                                    |
| Temperatura mínima média (°C)           | 20,8                                    | 21,1                                    | 20,1                                    | 18                                      | 15,6                                    | 14                                      | 12,7                                    | 14,1                                    | 15,5                                    | 16,9                                    | 17,8                                    | 19,5                                    | 17,2                                    |
| Precipitação (mm)                       | 237                                     | 227                                     | 241                                     | 153                                     | 134                                     | 109                                     | 87                                      | 88                                      | 118                                     | 133                                     | 125                                     | 169                                     | 1 821                                   |
| Fonte: Climate-Data.org                 |                                         |                                         |                                         |                                         |                                         |                                         |                                         |                                         |                                         |                                         |                                         |                                         |                                         |

## Infraestrutura

### Comunicações
O sistema de telefones automáticos foi inaugurado na cidade em 1980 pela Telecomunicações de São Paulo (TELESP), que também implantou o sistema de discagem direta à distância (DDD) em 1985 com o código de área (0138).
Na década de 90 o código DDD da cidade foi alterado para (013), para padronização do sistema telefônico com a telefonia celular que estava sendo implantada em todo o estado.

## Turismo

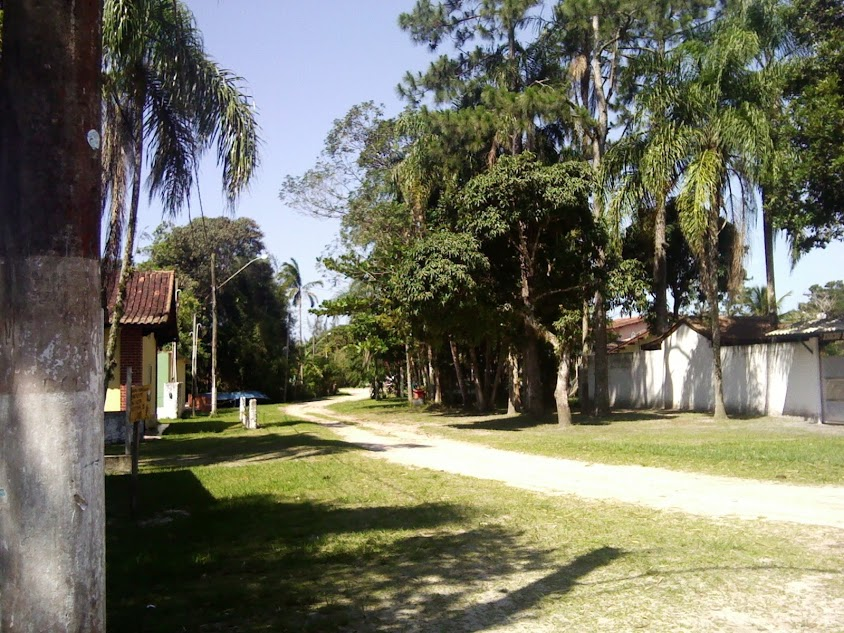
Pedrinhas, uma tradicional vila caiçara no sul de Ilha Comprida

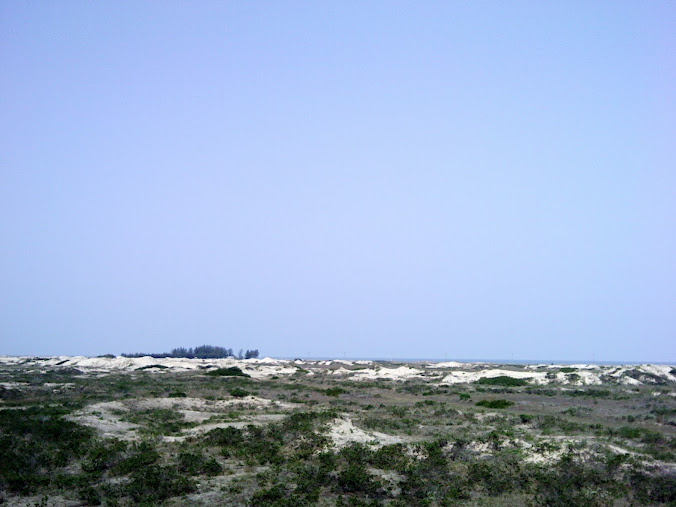
Dunas do balneário Araçá, no lado norte de Ilha Comprida

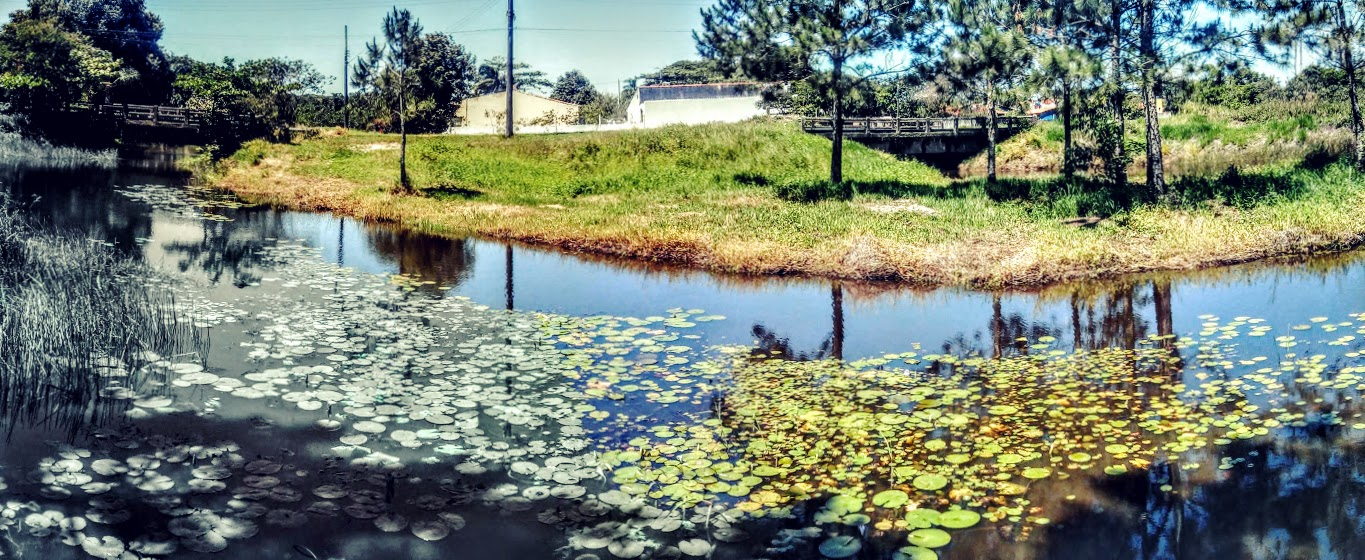
Viareggio, um dos balneários de Ilha Comprida

### Praias

#### Do Boqueirão Norte/Ponta da Praia
- Praia do Encanto (km 0) - Balneários Britânia e Samburá
- Praia do Icaraí (km 0,67) - Balneários São Martinho, Sarnambi, Marusca A e Icaraí de Iguape
- Praia Meu Recanto (km 2,10) - Balneários Iguape, Meu Recanto, Adriana, Recanto da Pesca, Marisol e Carolina
- Praia Mar Azul (km 3,07) - Balneários Yemar, Porto Velho II, Araça, Xandu, Wikiki, Márcia, Mar e Luz, Mar Azul, Urso Branco, *Redentor, Sunset, Recanto Adrimar e Jamaica
- Ponta da Praia (km 10,34) - Balneários Saveiros, Mares do Pontal, Ponta da Praia e Recanto Ana Cristina

#### Do Boqueirão/Ponta de Trincheira
- Praia do Encanto (km 0) - Balneários Monte Carlo, Di Franco, Pres. Kennedy, Leão de Iguape, Bermudas, Volpara, Marambaia, Atlântico, Cláudia Mara, Flor de Iguape, Ancarpe e Sete de Setembro.
- Praia das Garças  (km 3,7) - Balneários Vila Real, Vila Félice, Marilena, Canadá, Terraças, Curitiba, Vitória, Cativeiras, Júlia Fortes e Jardim Lusitano
- Praia de Maratayama (km 9,1) - Balneários Jardim Portugal, Jardim Primavera, Dois Mares, Cigarras, Aragarças e São Januário
- Praia Samambaias (km 12,20) - Balneários Santa Mônica, Mares do Sul, Patropi, Três Poderes, Brisa do Mar, Recanto do Pescador, Belo Mar, Ilha do Sol, Samambaia, Luis Antônio, Praia Encantada, São Carlos, Nova Capri, Jardim Tropical I e II
- Praia do Viareggio (km 15) - Balneários Estrela Dalva, Brasília, P das Flores, Ipanema I e II, Estrela, Feitiço do Mar, Guarapuava, Sinfonia do Mar e Viaréggio
- Praia do Castelo (km 17,60) - Balneários Mar Limpo, Janaina II, Diamante, Rec Janaina, Praia do castelo, Vila Nova, Jd Imperador, Barão de Jundiaí e Jardim Lucimar
- Praia Ponta Grossa (km 19,75) - Balneários Monte Alegre, Lilian, Jd Colonial, Bahamas, Costa do Marfim, Cidade de Deus I e II, Eldorado I e II, Praia São Vicente, Praia Iguaçu, Iracema e Praia Clube.
- Praia Ubatuba (km 22,85) - Balneários P. Azul do Atlântico, Andorinha e Andorinha I, Portal da Ilha, Itapuã, Jd da Ilha, Barão de Itararé, Jd Nova Tóquio, R Carmelita e Ubatuba.
- Praia das Pedrinhas (km 25,85) - Balneários Jardim América I e II, dos Pescadores, Mar del Plata, Pago Pago e Pedrinhas
- Praia Costa do Sol (km 28,9) - Balneário Credianópolis
- Praia Juruvaúva (km 31,35) - Balneários Jd Mirabela, Recanto Dr. José Landulfo, Sítio do Sapé, Cidade Oriental, Costa do Mar e Maresol
- Praia Costa Linda (km 34,55) - Balneários Cristina e Cristina/ Beira Mar
- Praia dos Papagaios (km 36,85) - Balneários Costa do Topázio e Âncora Douro
- Praia Boa Vista (km 39,25) - Balneários Gisele IV, Gisele III, Gisele II, Matia Alice e Costa Real
- Praia Céu Azul (km 41,75) - Balneários Céu Azul, Costa do Sol, Ouro Azul I e II, Vila Rica, Costa e Imperial
- Praia Pontal da Trincheira (km 45,20) - Balneários Cananéia, Park, Jd América, Barra do Perequê, Jd. Europa, Marlin Cananéia, Pouso Alegre e Portal Trincheira.[18]

## Religião
O Cristianismo se faz presente na cidade da seguinte forma:

### Igreja Católica
- A igreja faz parte da Diocese de Registro.[20]

### Igrejas Evangélicas
Entre as igrejas protestantes históricas, pentecostais e neopentecostais, encontram-se na cidade:
- Assembleia de Deus Ministério do Belém.[23][24]
- Congregação Cristã no Brasil.[25]